# بیگیرا
بیگیرا (انگلیسی: Bigyra) در گروه ناجورتاژکان طبقه‌بندی می‌شود. شامل تورهای لغزنده است.